# سامر المرطه
سامر المرطه (عربی: سامر المرطة؛ زادهٔ ۱ ژوئیهٔ ۱۹۷۲) بازیکن فوتبال اهل کویت بود.
از باشگاه‌هایی که در آن بازی کرده‌است می‌توان به باشگاه ورزشی السالمیه کویت و باشگاه ورزشی الکویت اشاره کرد.
وی همچنین در تیم ملی فوتبال کویت بازی کرده‌است.